# Moritz Moszkowski
Moritz Moszkowski (Breslau, 23 de agosto de 1854 — Paris, 4 de março de 1925) foi um pianista e compositor alemão de origem polaca Moszkowski pertence à escola de Schumann, e sua música se entrega às vezes a obtusas e mórbidas harmonias. Embora menos conhecido hoje, ele foi bem respeitado e popular no final do século XIX.

## Biografia
Moszkowski estudou inicialmente em Breslau, e posteriormente no Conservatório de Dresden. Em 1873 apresentou seu primeiro concerto, em Berlim. Seguiram-se vários recitais pelas principais capitais europeias, antes de estabelecer residência em Paris. Em 1899 foi nomeado membro da Academia de Belas-artes de Berlim. 
Em 1873 Moszkowski fez sua primeira aparição de sucesso como pianista, e logo começou a visitar cidades próximas a fim de ganhar experiência e estabelecer sua reputação. Dois anos depois, ele já estava tocando seu concerto no. 1 para piano com Franz Liszt em uma matinê diante de uma plateia convidada pelo próprio Liszt.
Autor da ópera Boabdil, do bailado Laurin, das suítes orquestrais Aus aller Herren Länder e Phantastischen Zug, e do Concerto para Piano e Orquestra, sua fama como compositor reside principalmente em suas peças para piano, escritas num estilo romântico que lembra Chopin e Schumann. Seus Estudos de Virtuosidade, Op.72 e suas Danças Espanholas ainda são tocadas por estudantes de piano.  